# Abarenicola claparedi
Abarenicola claparedi är en ringmaskart som först beskrevs av Levinsen 1883.  Abarenicola claparedi ingår i släktet Abarenicola och familjen Arenicolidae. Utöver nominatformen finns också underarten A. c. vagabunda.